# Батоен I
Батоен I (1845—1910) — кгосі (володар) нгвакеце-цвана в 1889—1910 роках.

## Життєпис
Син кгосі Гасейциве. Народився 1845 року. Замолоду опинився під впливом християнських місіонерів. 1875 року одружився з Гагоангве, яка втекла разом з ним. Згодом хрестився.
З початку 1880-х років активно долучався до державних справ. 1885 року підтримував встановлення британського протекторату Бечуаналенд як захист від зазіхань компанії Сесіла Родса. Того ж року разом з Кхамою III, кгосі бамангвато, і Сечеле I, кгосі квена, від імені батька звернувся до уряду Великої Британії з відповідним закликом.
1889 року разом з іншими кгосі протистояв намірам Родса все ж поглинути землі, що не увійшли до колонії Бечуаналенд. 1895 року спільно з Кхамою III й Сечеле I рушив до Лондона, де клопотав перед королевою Вікторією про захист. 1896 року вдалося досягти бажаного.
1908 року очолив боротьбу цвана проти планів включення Колонії Бечуаналенд до домініону Південно-Африканський союз, проте не домігся бажаного. Помер 1910 року. Йому спадкував син Сепапіцо II.